# Północne Han
Północne Han (chiń. upr. 北汉; chiń. trad. 北漢; pinyin Běi Hàn) – krótkotrwałe państwo w północnych Chinach, jedno z Dziesięciu Królestw, jedyne znajdujące się na północy Chin.
Państwo to powstało po upadku Późniejszej dynastii Han, gdy brat pokonanego cesarza, Liu Min, w 951 ustanowił samodzielne panowanie nad Shanxi (ze stolicą w Taiyuanie) i niewielkimi fragmentami Shaanxi i Hebei. Dla zabezpieczenia swojego władztwa, nawiązał dobre stosunki z kitańską dynastią Liao, stając się jej klientem i podając się za siostrzeńca cesarza. Po ustanowieniu w 960 dynastii Song, nawiązał z nią potajemne kontakty. Drugi cesarz songowski najechał wszakże na Północne Han i poddało się ono w 979. Podbój Han, lennika Liao i zniszczenie armii Liao, nadciągającej z pomocą, spowodowało zerwanie poprawnych dotąd relacji Song-Liao i rozpoczęło prawie dwudziestoletnią wojnę między tymi państwami.
| Imię świątynne | Imię pośmiertne | Nazwisko i imię     | Okres panowania | Nazwa i daty ery panowania                    |
| -------------- | --------------- | ------------------- | --------------- | --------------------------------------------- |
| 世祖 Shìzǔ     | 神武帝 Shénwǔdì | 劉旻 Liú Mín        | 951-954         | Qiányòu (乾祐) 951-954                        |
| 睿宗 Ruìzōng   | 孝和帝 Xiàohédì | 劉承鈞 Liú Chéngjūn | 954-968         | Qiányòu (乾祐) 954-957 Tiānhuì (天會) 957-968 |
| 少主 Shàozhǔ   | brak            | 劉繼恩 Liu Jì’ēn    | 968             | brak                                          |
| brak           | 英武帝 Yīngwǔdì | 劉繼元 Liú Jìyuán   | 968-979         | Guǎngyùn (廣運) 968-979                       |